# Opsterland
Opsterland é um município dos Países Baixos, situado na província da Frísia. Tem 227,64 km² de área e sua população em 2020 foi estimada em 29.743 habitantes.